# Hoa hậu Hoàn vũ 2020
Hoa hậu Hoàn vũ 2020 là cuộc thi Hoa hậu Hoàn vũ lần thứ 69 được tổ chức tại Khu nghỉ dưỡng và Casino Seminole Hard Rock, Hollywood, Florida, Hoa Kỳ vào ngày 16 tháng 5 năm 2021. Hoa hậu Hoàn vũ 2019 Zozibini Tunzi đến từ Nam Phi đã trao lại vương miện cho người kế nhiệm Andrea Meza đến từ Mexico.
Cuộc thi có tổng cộng 74 thí sinh tham gia đến từ các quốc gia và vùng lãnh thổ trên thế giới. Đây là lần đầu tiên số thí sinh của cuộc thi dưới 80 kể từ năm 2003.

## Thông tin cuộc thi

### Địa điểm tổ chức

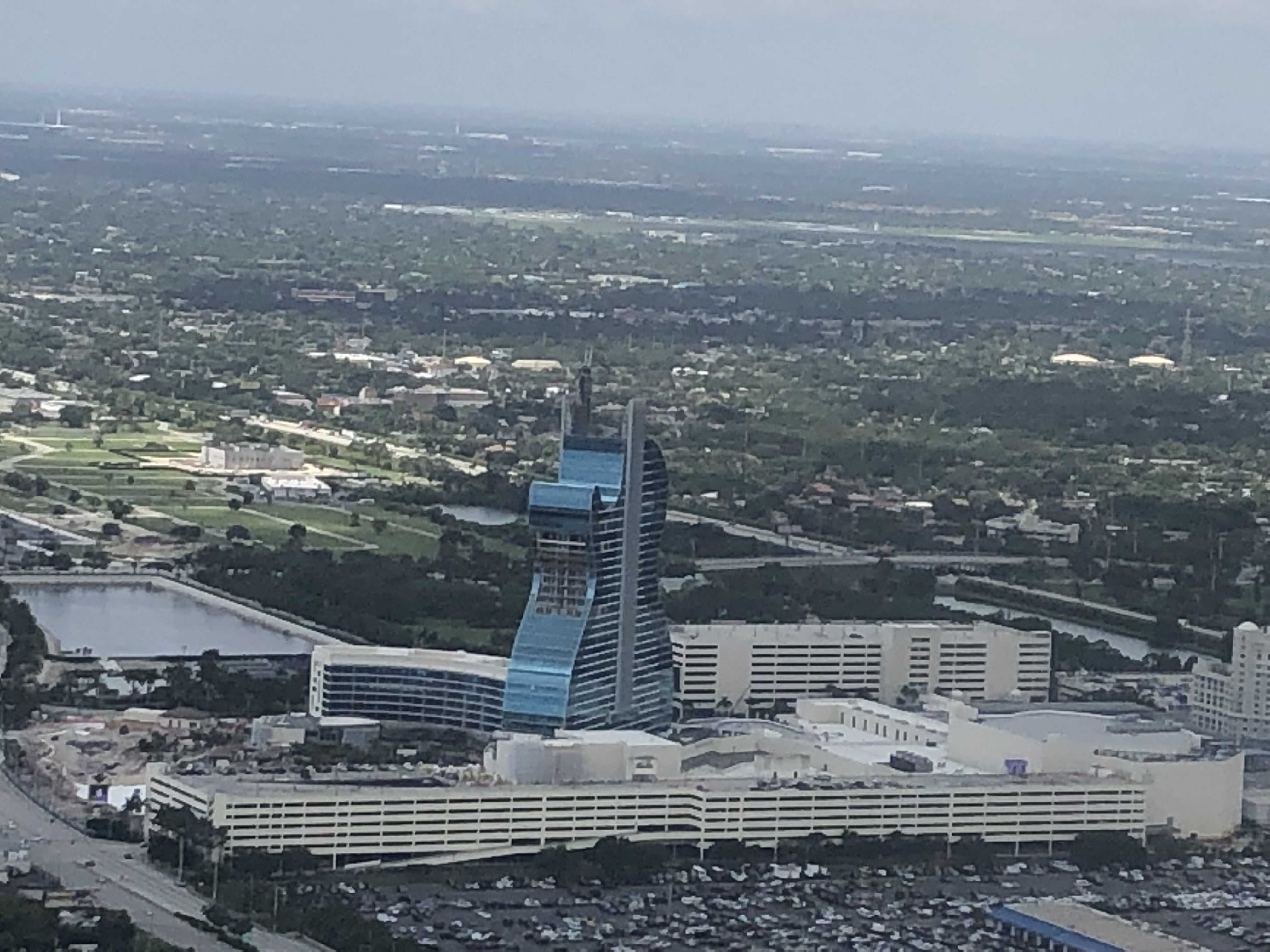
Khu nghỉ dưỡng và Casino Seminole Hard Rock, Hollywood, Florida, Hoa Kỳ, địa điểm tổ chức của cuộc thi Hoa hậu Hoàn vũ 2020

- Tháng 6 năm 2020, chủ tịch Hoa hậu Hoàn vũ (MUO) là bà Paula Shugart thông báo chấp nhận các thí sinh được bổ nhiệm đại diện quốc gia để đến với Hoa hậu Hoàn vũ 2020 vì do đại dịch Covid-19 nên có một số đất nước không tổ chức cuộc thi cấp tìm kiếm đại diện cấp quốc gia.
- Đầu tháng 7 năm 2020, các giám đốc quốc gia nhận được thông tin cuộc thi sẽ bị dời lịch sang quý 1 năm 2021 để đảm bảo an toàn cho các thí sinh tránh khỏi đại dịch Covid-19. Đây lần thứ 3 cuộc thi bị dời sang đầu năm sau, hai lần trước đó là tại Hoa hậu Hoàn vũ 2014 và Hoa hậu Hoàn vũ 2016.
- Vào ngày 3 tháng 3 năm 2021, Tổ chức Hoa hậu Hoàn vũ thông báo rằng cuộc thi sẽ được tổ chức vào ngày 16 tháng 5 năm 2021 tại Khu nghỉ dưỡng và Casino Seminole Hard Rock, Hollywood, Florida, Hoa Kỳ.[2][3][4] Do đại dịch COVID-19, cuộc thi đã bị hoãn lại từ mùa thu đông năm 2020 sang mùa xuân năm 2021, khiến cuộc thi này trở thành phiên bản được tổ chức muộn nhất so với thứ tự năm tổ chức của cuộc thi. Trước đó, cuộc thi Hoa hậu Hoàn vũ 2016 đã nắm giữ kỷ lục này khi được tổ chức vào ngày 30 tháng 1 năm 2017.

### Dẫn chương trình và ca sĩ khách mời
- Vào ngày 20 tháng 4 năm 2021, tổ chức Hoa hậu Hoàn vũ đã xác nhận rằng Mario Lopez và Olivia Culpo sẽ là người dẫn chương trình của đêm chung kết.[5] Olivia Culpo đăng quang Hoa hậu Hoàn vũ 2012 và từng là người dẫn chương trình đêm bán kết Hoa hậu Hoàn vũ 2013 và hậu trường của Hoa hậu Hoàn vũ 2019, trong khi Mario Lopez lần cuối là người dẫn chương trình tại Hoa hậu Hoàn vũ 2007. Đây cũng là lần đầu tiên kể từ năm 2015, Steve Harvey không dẫn chương trình cuộc thi. Paulina Vega và Demi-Leigh Nel-Peters sẽ đồng hành là chuyên gia phân tích, và cố Hoa hậu Mỹ Cheslie Kryst sẽ là phóng viên hậu trường; trước đó họ đã lần lượt đăng quang Hoa hậu Hoàn vũ 2014, Hoa hậu Hoàn vũ 2017 và Hoa hậu Mỹ (Miss USA) 2019.[6]
- Vào ngày 7 tháng 5, rapper và ca sĩ người Mỹ Pitbull được công bố là khách mời biểu diễn của cuộc thi. Đến ngày 14 tháng 5, Pitbull vì một số lý do nên không thể tham gia và được thay thế bởi ca sĩ người Puerto Rico, Luis Fonsi.[7]

## Kết quả

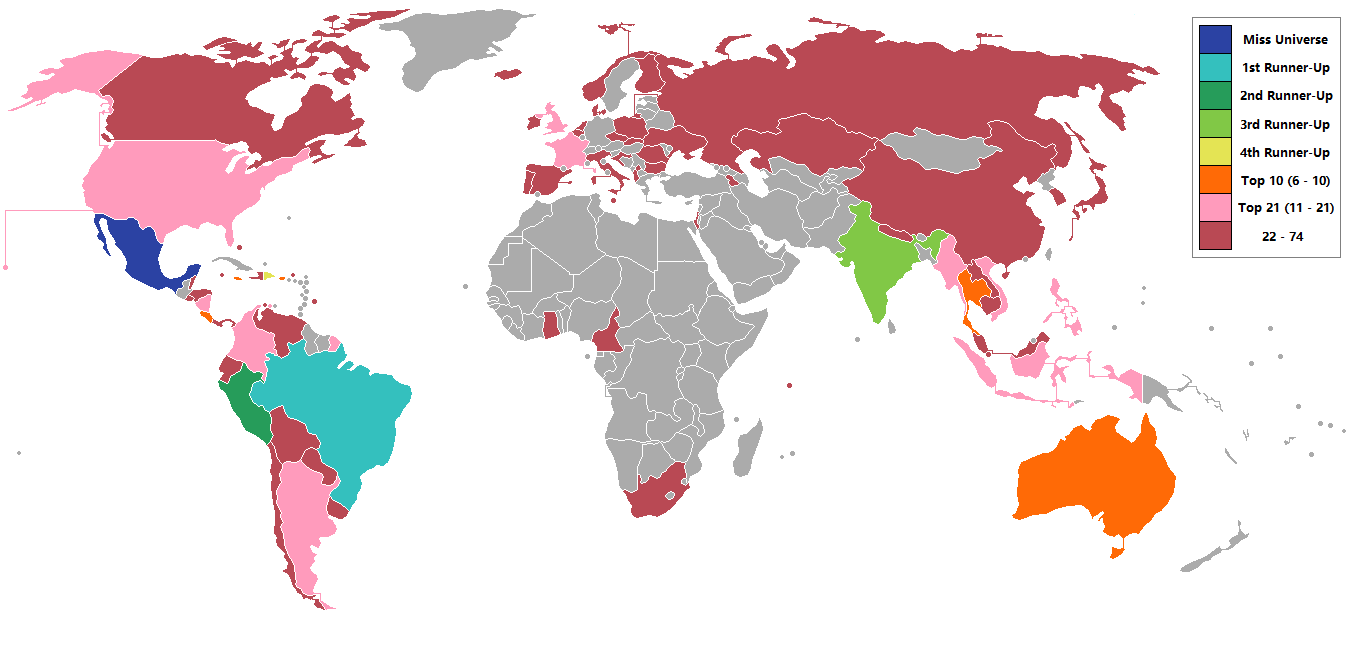
Các quốc gia và lãnh thổ tham gia Hoa hậu Hoàn vũ 2020 và kết quả.

### Thứ hạng
| Kết quả              | Thí sinh |
| -------------------- | --- |
| Hoa hậu Hoàn vũ 2020 | - Mexico – Andrea Meza |
| Á hậu 1              | - Brazil – Julia Gama |
| Á hậu 2              | - Peru – Janick Maceta |
| Á hậu 3              | - Ấn Độ – Adline Castelino |
| Á hậu 4              | - Cộng hòa Dominica – Kimberly Jiménez |
| Top 10               | - Úc – Maria Thattil - Costa Rica – Ivonne Cerdas - Jamaica – Miqueal-Symone Williams - Puerto Rico – Estefanía Soto - Thái Lan – Amanda Obdam |
| Top 21               | - Argentina – Alina Luz Akselrad - Colombia – Laura Olascuaga - Curaçao – Chantal Wiertz - Pháp – Amandine Petit - Anh Quốc – Jeanette Akua - Indonesia – Ayu Maulida - Myanmar – Thuzar Wint Lwin - Nicaragua – Ana Marcelo - Philippines – Rabiya Mateo - Hoa Kỳ – Aysa Branch - Việt Nam – Nguyễn Trần Khánh Vân § |

§: Thí sinh được vào thẳng Top 21 do bình chọn từ khán giả.

### Thứ tự gọi tên
| 1. Colombia 2. Peru 3. Úc 4. Pháp 5. Myanmar 6. Jamaica 7. Mexico 8. Cộng hòa Dominica 9. Hoa Kỳ 10. Indonesia 11. Argentina 12. Ấn Độ 13. Curaçao 14. Puerto Rico 15. Philippines 16. Brazil 17. Anh Quốc 18. Nicaragua 19. Thái Lan 20. Costa Rica 21. Việt Nam | 1. Jamaica 2. Cộng hòa Dominica 3. Ấn Độ 4. Peru 5. Úc 6. Puerto Rico 7. Thái Lan 8. Costa Rica 9. Mexico 10. Brazil | 1. Mexico 2. Ấn Độ 3. Brazil 4. Cộng hòa Dominica 5. Peru |

## Các giải thưởng đặc biệt
| Giải thưởng                      | Thí sinh                               |
| -------------------------------- | -------------------------------------- |
| Trang phục truyền thống đẹp nhất | - Myanmar – Thuzar Wint Lwin           |
| Social Impact Award              | - Bolivia – Lenka Nemer                |
| Carnival Spirit Award            | - Cộng hòa Dominica – Kimberly Jiménez |
| Miss Popularity Vote             | - Việt Nam – Nguyễn Trần Khánh Vân     |

## Nhạc nền
- Phần mở đầu: "Don't Stop The Party", "Fireball" và "Feel This Momment"  của Pitbull.
- Phần thi Áo tắm: "Sing" của Pentatonix.
- Phần thi Trang phục Dạ hội: "Go Crazy" của Leslie Odom Jr.
- Nhìn lại Top 5: "Vacío" của Luis Fonsi, Rauw Alejandro (Luis Fonsi hát trực tiếp).

## Chương trình

### Hội đồng giám khảo
Có tất cả 8 giám khảo cho cuộc thi năm nay:
- Sheryh Adkin Green – Giám đốc tiếp thị thương hiệu Mary Kay, doanh nhân người Mỹ[11][12]
- Keltie Knight – Diễn viên, vũ công, phóng viên người Canada[11][12]
- Deepica Mutyala – Doanh nhân người Mỹ[11][12]
- Zuleyka Rivera – Hoa hậu Hoàn vũ 2006 đến từ Puerto Rico[11][12]
- Tatyana Orozco – Chính trị gia người Colombia[11][12]
- Christine Dufy – Doanh nhân người Mỹ[11][12]
- Brook Lee – Hoa hậu Hoàn vũ 1997 đến từ Hoa Kỳ[11][12]
- Arden Cho – Diễn viên người Mỹ[11][12]

## Thí sinh tham gia
Cuộc thi có tổng cộng 74 thí sinh tham gia:
| Quốc gia/Lãnh thổ     | Thí sinh                    | Tuổi | Quê quán              |
| --------------------- | --------------------------- | ---- | --------------------- |
| Albania               | Paula Mehmetukaj            | 22   | Tirana                |
| Argentina             | Alina Luz Akselrad          | 22   | Córdoba               |
| Armenia               | Monika Grigoryan            | 21   | Yerevan               |
| Aruba                 | Helen Hernandez             | 20   | Oranjestad            |
| Úc                    | Maria Thattil               | 27   | Melbourne             |
| Bahamas               | Shauntae-Ashleigh Miller    | 27   | Long Islands          |
| Barbados              | Hillary-Ann Williams        | 25   | Christ Church         |
| Bỉ                    | Dhenia Covens               | 27   | Antwerpen             |
| Belize                | Iris Salguero               | 24   | San Pedro Town        |
| Bolivia               | Lenka Nemer Drpić           | 23   | La Paz                |
| Brazil                | Julia Gama                  | 27   | Porto Alegre          |
| Quần đảo Virgin (Anh) | Shabree Frett               | 24   | Tortola               |
| Bulgaria              | Radinela Chusheva           | 24   | Sofia                 |
| Campuchia             | Sarita Reth                 | 26   | Phnôm Pênh            |
| Cameroon              | Angèle Kossinda             | 28   | Douala                |
| Canada                | Nova Stevens                | 25   | Vancouver             |
| Quần đảo Cayman       | Mariah Tibbetts             | 26   | Bodden Town           |
| Chile                 | Daniela Nicolás             | 28   | Copiapó               |
| Trung Quốc            | Jiaxin Sun Suri             | 25   | Bắc Kinh              |
| Colombia              | Laura Olascuaga             | 25   | Cartagena             |
| Costa Rica            | Ivonne Cerdas               | 27   | San José              |
| Croatia               | Mirna Naiia Marić           | 21   | Zadar                 |
| Curaçao               | Chantal Wiertz              | 25   | Willemstad            |
| Cộng hòa Séc          | Klára Vavrušková            | 21   | Kostelec nad Orlicí   |
| Đan Mạch              | Amanda Petri                | 23   | Copenhagen            |
| Cộng hòa Dominica     | Kimberly Jiménez            | 22   | La Romana             |
| Ecuador               | Leyla Espinoza              | 23   | Quevedo               |
| El Salvador           | Vanessa Velásquez           | 24   | San Salvador          |
| Phần Lan              | Viivi Altonen               | 24   | Tampere               |
| Pháp                  | Amandine Petit              | 23   | Caen                  |
| Ghana                 | Chelsea Tayui               | 25   | Keta                  |
| Anh Quốc              | Jeanette Akua               | 27   | Luân Đôn              |
| Haiti                 | Eden Berandoive             | 24   | Aquin                 |
| Honduras              | Cecilia Rossell             | 25   | Copán Ruinas          |
| Iceland               | Elísabet Hulda Snorradottir | 21   | Reykjavík             |
| Ấn Độ                 | Adline Castelino            | 21   | Udupi                 |
| Indonesia             | Ayu Maulida                 | 23   | Surabaya              |
| Ireland               | Nadia Caìn Sayers           | 26   | Belfast               |
| Israel                | Tehlia Levi                 | 18   | Yavne                 |
| Ý                     | Viviana Vizzini             | 27   | Caltanissetta         |
| Jamaica               | Miqueal-Symone Williams     | 23   | Mona                  |
| Nhật Bản              | Aisha Harumi Tochigi        | 24   | Chiba                 |
| Kazakhstan            | Kamilla Serikbay            | 18   | Kyzylorda             |
| Hàn Quốc              | Park Ha-Ri                  | 24   | Incheon               |
| Kosovo                | Blerta Veseli               | 23   | Gjilan                |
| Lào                   | Christina Lasasimma         | 27   | Viêng Chăn            |
| Malaysia              | Francisca Luhong James      | 25   | Kuching               |
| Malta                 | Anthea Zammit               | 25   | Żebbuġ                |
| Mauritius             | Vandana Jeetah              | 24   | Flacq                 |
| Mexico                | Andrea Meza                 | 26   | Chihuahua             |
| Myanmar               | Thuzar Wint Lwin            | 22   | Hakha                 |
| Nepal                 | Anshika Sharma              | 23   | Kathmandu             |
| Hà Lan                | Denise Speelman             | 22   | Groningen             |
| Nicaragua             | Ana Marcelo                 | 23   | Estelí                |
| Na Uy                 | Sunniva Høiãsen Frigstad    | 20   | Vennesla              |
| Panama                | Carmen Jaramillo            | 25   | La Chorrera           |
| Paraguay              | Vanessa Castro              | 27   | Asunción              |
| Peru                  | Janick Maceta               | 25   | Lima                  |
| Philippines           | Rabiya Mateo                | 24   | Iloilo                |
| Ba Lan                | Natalia Piguła              | 26   | Łódź                  |
| Bồ Đào Nha            | Cristiana Silva             | 19   | Porto                 |
| Puerto Rico           | Estefanía Soto              | 28   | San Sebastián         |
| Romania               | Bianca Tirsin               | 22   | Arad                  |
| Nga                   | Alina Sanko                 | 22   | Azov                  |
| Slovakia              | Natália Hoštáková           | 25   | Bratislava            |
| Singapore             | Bernadette Belle Ong        | 26   | Toa Payoh             |
| Nam Phi               | Natasha Joubert             | 23   | Centurion             |
| Tây Ban Nha           | Andrea Martínez Fernandez   | 27   | León                  |
| Thái Lan              | Amanda Obdam                | 27   | Phuket                |
| Ukraine               | Liza Yastremskaya           | 27   | Kiev                  |
| Uruguay               | Tania de los Santos         | 22   | Paysandú              |
| Hoa Kỳ                | Asya Danielle Branch        | 22   | Booneville            |
| Venezuela             | Mariangel Villasmil Arteaga | 24   | Zulia                 |
| Việt Nam              | Nguyễn Trần Khánh Vân       | 26   | Thành phố Hồ Chí Minh |

## Chú ý

### Lần đầu tham gia
- Cameroon

### Trở lại
- Lần cuối tham gia vào năm 2018:
  -  Ghana
  -  Nga

### Bỏ cuộc
- Angola
- Bangladesh
- Ai Cập
- Guinea Xích Đạo
- Georgia
- Đức
- Guam
- Kenya
- Lithuania
- Mông Cổ
- Namibia
- Nigeria
- New Zealand
- Saint Lucia
- Sierra Leone
- Thụy Điển
- Tanzania
- Thổ Nhĩ Kỳ
- Quần đảo Virgin (Mỹ)

### Chỉ định
- Cameroon – Kossinda Angele được chỉ định là "Hoa hậu Hoàn vũ Cameroon 2020". Cô là đại diện đầu tiên của Cameroon tham gia Hoa hậu Hoàn vũ.
- Quần đảo Cayman – Mariah Tibbetts được tổ chức Miss Universe Cayman Islands chỉ định là "Hoa hậu Hoàn vũ Quần đảo Cayman 2020". Cô là Á hậu 1 Hoa hậu Hoàn vũ Quần đảo Cayman 2019[87].
- Curaçao – Chantal Wiertz được tổ chức Miss Curaçao chỉ định là "Hoa hậu Hoàn vũ Curaçao 2020". Cô là Á hậu 1 Hoa hậu Curaçao 2019[88].
- Cộng hòa Séc – Klára Vavrušková được chỉ định là "Hoa hậu Hoàn vũ Cộng hoà Séc 2020". Cô là Á hậu 1 Hoa hậu Česká 2019[89].
- Đan Mạch – Amanda Petri được chỉ định là "Hoa hậu Hoàn vũ Đan Mạch 2020". Cô là Hoa hậu Đan Mạch 2017.
- Cộng hòa Dominica – Kimberly Jiménez được chỉ định là "Hoa hậu Hoàn vũ Cộng hòa Dominican 2020". Cô là Á hậu 1 Hoa hậu Hoàn vũ Cộng hòa Dominican 2019[90].
- Haiti – Eden Berandoive được chỉ định là "Hoa hậu Hoàn vũ Haiti 2020". Cô là Á hậu 3 Hoa hậu Haiti 2019[91].
- Honduras – Cecilia Rossell được chỉ định là "Hoa hậu Hoàn vũ Honduras 2020". Cô là Á hậu 3 Hoa hậu Hoàn vũ Honduras 2019[92].
- Kazakhstan – Kamilla Serikbay được chỉ định là "Hoa hậu Hoàn vũ Kazakhstan 2020". Cô từng lọt vào chung kết cuộc thi Hoa hậu Kazakhstan 2019[93].
- Hàn Quốc – Park Ha-Ri được chỉ định là "Hoa hậu Hoàn vũ Hàn Quốc 2020". Cô là Á hậu 1 Hoa hậu Hoàn vũ Hàn Quốc 2019[94].
- Mauritius – Vandana Jeetah được tổ chức Miss Universe Mauritius chỉ định là "Hoa hậu Hoàn vũ Mauritius 2020". Cô từng lọt vào chung kết cuộc thi Hoa hậu Hoàn vũ Mauritius 2019[95].
- Panama – Carmen Jaramillo được tổ chức Senõrita Panama chỉ định là "Hoa hậu Hoàn vũ Panama 2020". Cô là Á hậu 1 Hoa hậu Panama 2019[96].
- Bồ Đào Nha – Cristiana Silva được tổ chức Miss Portuguesa chỉ định là "Hoa hậu Hoàn vũ Bồ Đào Nha 2020". Cô là Á hậu 1 Hoa hậu Bồ Đào Nha 2019[97].
- Puerto Rico – Estefanía Soto được chỉ định là "Hoa hậu Hoàn vũ Puerto Rico 2020". Cô là người đẹp đạt danh hiệu Á hậu 1 Hoa hậu Hoàn vũ Puerto Rico 2019[98].
- Nga – Alina Sanko được chỉ định là "Hoa hậu Hoàn vũ Nga 2020". Cô là Hoa hậu Nga 2019[99].
- Slovakia – Natália Hoštáková được chỉ định là "Hoa hậu Hoàn vũ Slovakia 2020". Cô từng lọt vào chung kết cuộc thi Hoa hậu Hoàn vũ Slovakia 2019[100].
- Singapore – Bernadette Belle Wu-Ong được chỉ định là "Hoa hậu Hoàn vũ Singapore 2020". Cô là người đẹp đạt danh hiệu Miss Charm Singapore tại Hoa hậu Hoàn vũ Singapore 2019[101].
- Nam Phi – Natasha Joubert được chỉ định là "Hoa hậu Hoàn vũ Nam Phi 2020". Cô là Á hậu 2 Hoa hậu Nam Phi 2020[102].
- Ukraine – Liza Yastremskaya được chỉ định là "Hoa hậu Hoàn vũ Ukraine 2020". Cô là Á hậu 1 Hoa hậu Hoàn vũ Ukraine 2019[103].

### Thay thế
- Bỉ – Céline Van Ouytsel, Hoa hậu Bỉ 2020, ban đầu sẽ đại diện cho Bỉ, nhưng đã chọn không tham gia do đại dịch COVID-19 ở Hoa Kỳ và cô sẽ tham gia Hoa hậu Thế giới 2021. Dhenia Covens đã được chỉ định là "Hoa hậu Hoàn vũ Bỉ 2020". Cô là Á hậu 2 Hoa hậu Bỉ 2018.[104]
- Colombia – María Fernanda Áitizábal đăng quang Hoa hậu Colombia 2019, theo dự kiến ban đầu sẽ tham gia ấn bản cuộc thi năm nay nhưng điều đó đã không diễn ra do Tổ chức Hoa hậu Colombia đã mất quyền thương mại cuộc thi Hoa hậu Hoàn vũ kể từ tháng 6 năm 2020. Một cuộc thương thảo mới về việc đăng ký chuyển nhượng bản quyền đã được Tổ chức Hoa hậu Hoàn vũ thực hiện với bà Natalie Ackermann. Theo đó, cuộc thi mới mang tên Hoa hậu Hoàn vũ Colombia (Miss Universe Colombia) sẽ đảm nhiệm việc chọn đại diện tham gia cuộc thi. Laura Olascuaga là người chiến thắng ấn bản cuộc thi mới đầu tiên và đại diện Colombia thi đấu.
- Pháp – Amandine Petit, Hoa hậu Pháp 2021, được chỉ định đại diện cho Pháp, thay thế Clémence Botino, Hoa hậu Pháp 2020. Việc chuyển đổi được thực hiện do xung đột về ngày tổ chức giữa hai cuộc thi Hoa hậu Hoàn vũ 2021 và Hoa hậu Pháp 2022 vào tháng 12 năm 2021. Petit ban đầu đại diện cho Pháp tại cuộc thi ấn bản năm 2021, nhưng vì cô ấy phải có mặt tại Hoa hậu Pháp 2022 diễn ra vào tháng 12 năm 2021, cho nên cô ấy đã tham gia ấn bản năm 2020 trong khi Botino tham gia ấn bản năm 2021.
- Ba Lan – Magdalena Kasiborska, Hoa hậu Ba Lan 2019, ban đầu sẽ đại diện cho Ba Lan tham dự cuộc thi, nhưng cô phải rút lui sau khi bị thoát vị đĩa đệm cột sống. Cô được thay thế bởi Natalia Piguła, Á hậu 1 Hoa hậu Ba Lan 2019.